# Dragutin Franković
Dragutin Franković (3. srpnja 1913.), hrvatski je i vojvođanski pedagog, leksikograf, publicist i nakladnik.
Bio je urednikom latiničnog izdanja novosadske Slobodne Vojvodine od jeseni 1944. godine. 31. svibnja 1945. je utemeljio glasilo Narodne fronte Subotica - "Slobodnu Vojvodinu". List je bio dnevnik koji je bio tiskan na latinici i na hrvatskom jeziku. Ujedno je bio i prvim glavnim i odgovornim urednikom tog dnevnika. List je za njegova mandata prvo izlazio pod imenom Slobodna Vojvodina, a 25. kolovoza 1945. mijenjaju ime u Hrvatska riječ. Hrvatsku je riječ uređivao do 12. travnja 1946., kad na njegovo mjesto dolazi Antun Vojnić Purčar.
Nakon uredničke karijere, otišao je iz Subotice spremati doktorsku radnju iz područja pedagogije. Doktorirao je na temi pedagogije kojoj se poslije u potpunosti posvetio. 
Uređivao je i bio članom većeg broja časopisa i zbornika, a među ostalim Enciklopedijskog rječnika pedagogije. Suautor je Povijesti školstva i pedagogije u Hrvatskoj.